# 臧宣叔
臧宣叔（？—前587年），中国春秋時期魯國政治人物，姬姓，臧孙氏，名許，谥宣，其父臧文仲。前591年，他責備季文子驅逐公孫歸父。前589年，他和季文子、叔孫宣伯、子叔聲伯參加郤克率領的晉國、魯國、衛國、曹國聯軍對齊國的鞍之戰，大勝。前587年四月甲寅，臧宣叔去世。

## 家庭
- 原配：铸国之女，生子臧賈、臧為，之后去世。臧纥被立为继承人后，臧贾、臧为离开家住在铸国。
- 继配：铸国人，原配的侄女，她母亲是鲁宣公夫人穆姜的妹妹。其子臧纥，长在鲁公的宫中，受到穆姜喜爱，被立为臧宣叔的继承人。[2]
- 另一子臧疇其母不详。

| 前任： 父臧文仲臧孫辰 | 魯國臧孫氏 前7世纪末—前587年 | 繼任： 子臧武仲臧孫紇 |